# Прапор Андалусії
Сучасний прапор Андалусії був прийнятий у 1918 році. Блас Інфанте (1885–1936), «батько андалузької батьківщини» (ісп. Padre de la Patria Andaluza), ініціював асамблею в Ронді в 1918 році. Ця асамблея прийняла статут, заснований на Конституції Антекери (націоналістична андалузька хартія, яка називала Андалусію автономною республікою в іспанській федеративній державі; ця конституція відома як Constitución Federal de Antequera), а також прийняла нинішній прапор і емблему Андалусії як «національні символи».  Раніше його називали Арбонаїда або також Арбондайра. 
Кольори прапора Андалузії, зелений і білий, символізують надію і мир, як сказано в гімні:
| La bandera blanca y verde Vuelve tras siglos de guerra A sembrar paz y esperanza Bajo el sol de nuestra tierra. | Біло-зелений прапор Повертається після століть війни Сіяти мир і надію Під сонцем нашої землі. |

## Варіації

Розширений варіант цивільного прапора без  герба
Прапор лівих націоналістів і прихильників незалежності, який використовує Nación Andaluza та інші групи
Ще один націоналістичний прапор із використанням традиційноїТартесосської 8-кінцевої зірки
Прапор Андалузської молоді (молодіжне крило Андалузської партії)